# Abderrahim Makran
 Abderrahim Makran (tiếng Ả Rập: عبد الرحيم مقران, đã Latinh hoá: ‘Abd ar-Raḥmān Maqran) (sinh ngày 11 tháng 6 năm 1995 ở Nador) là một cầu thủ bóng đá người Maroc hiện tại thi đấu ở vị trí tiền đạo cho Ittihad Kalba theo dạng cho mượn từ Chabab Rif Al Hoceima.